# Basia Bańda
Barbara Bańda (ur. 1980 r. w Zielonej Górze) – polska artystka zajmująca się malarstwem. 

## Życiorys
Rozpoczęła studia w 2001 roku na kierunku malarstwo na Akademii Sztuk Pięknych w Poznaniu w pracowni Jarosława Kozłowskiego. Studia magisterskie ukończyła w 2006 roku, a 2018 zdobyła stopień doktora.
Jej dorobek obejmuje szereg wystaw zbiorowych, jak też indywidualnych w Polsce i Niemczech. Jej prace znajdują się w kolekcjach krajowych i zagranicznych. Obecnie jest asystentką w Katedrze Sztuki Uniwersytetu Zielonogórskiego. 
Przewodnim tematem twórczości Bańdy jest seksualność, a jej prace wyróżnia delikatna dziewczęca kolorystyka oscylująca w odcieniach różu. Do swoich płócien niejednokrotnie wplata kawałki tkanin, nitki, włóczkę a całość często opatrzona jest dosadnym słownym komentarzem artystki. 
W 2008 r. otrzymała nagrodę magazynu Arteon, była tym samym pierwszą kobietą uhonorowaną tym wyróżnieniem. W 2010 roku zajęła IV miejsce w rankingu „Rzeczpospolitej” Kompas Młodej Sztuki, 2010.

## Wybrane wystawy indywidualne
- 2014 – Wczoraj wieczorem, Galeria Sztuki w Legnicy Legnica
- 2013 – Gabinet, Galeria Nowy Wiek, Muzeum Ziemi Lubuskiej Zielona Góra
- 2012 – Wiosna, Galeria Szara Cieszyn
- 2011 – Bajka o takim, co wyruszył w świat, żeby nauczyć się bać, BWA Olsztyn Olsztyn
- 2010 – Mięciutko, Galeria Wozownia, Toruń
- 2007 – lekcje angielskiego, Galeria Zderzak, Kraków
- 2006 – Bardzo strasznie, Galeria Aneks przy Galerii Miejskiej Arsenał, Poznań
- 2006 – Basia Bańda - Kunst in der Mode, Mode in der Kunst, ALLUDE GMbH, Monachium
- 2006 – W co się ubrać?, Galeria Zakręt, Warszawa
- 2006 – Potwór, Galeria Szara, Cieszyn
- 2005 – CI CI, Galeria Zderzak, Kraków
- 2002 – Muzeum Okręgowe, Gorzów Wielkopolski

## Wybrane wystawy grupowe
- 2013 – Dzień jest za krótki, Muzeum Współczesne Wrocław, Wrocław
- 2009 – Fancy Succes, Bunkier Sztuki, Kraków
- 2007 – Malarstwo Polskie XXI wieku, Narodowa Galeria Sztuki Zachęta, Warszawa
- 2006 – Terra Polska Vol. 2 Kleine Madchen, Kesselhaus, Kulturbarauerai, Berlin
- 2006 – Wiedźma Ple Ple, Toruń, Galeria Klimy Bocheńskiej, Warszawa
- 2006 – Hafty, koronki, kwiatki, Kolonia Artystów, Gdańsk
- 2006 – Przyjęcie urodzinowe, Galeria Pies, Poznań